# Sugar Jones
Le Sugar Jones sono state un girl group canadese attivo fra il 2001 e il 2002 e formato da Sahara MacDonald, Andrea Henry, Julie Crochetière, Maiko Watson e Mirella Dell'Aquila.

## Carriera
Le Sugar Jones si sono formate nel 2001 in occasione della prima edizione della versione canadese del talent show Popstars, il cui scopo era quello di creare boy band e girl group di successo. Il televoto le ha decretate vincitrici nella finale, e il loro album di debutto eponimo è uscito poche settimane dopo la loro incoronazione. Il disco ha debuttato alla 2ª posizione nella classifica Billboard Canadian Albums ed è stato certificato disco di platino dalla Music Canada con oltre 100 000 copie vendute a livello nazionale. Il successo del progetto ha fruttato alle ragazze una candidatura per il miglior gruppo esordiente ai Juno Awards 2002, il principale riconoscimento musicale canadese. Si sono sciolte nello stesso anno, e ogni componente è rimasta attiva nel mondo musicale come solista.

## Discografia

### Album in studio
- 2001 – Sugar Jones

### Singoli
- 2001 – Days Like That
- 2001 – How Much Longer
- 2001 – Keep On Walkin'